# Roderick Brind'Amour
Pour les articles homonymes, voir Brind'Amour.
Roderick Jean Brind'Amour (né le 9 août 1970 à Ottawa en Ontario au Canada) est un joueur professionnel canadien de hockey sur glace. Il évoluait au poste de centre. Il est désormais entraîneur.

## Carrière

### En tant que joueur
Il est repêché par les Blues de Saint-Louis lors du repêchage d'entrée dans la LNH 1988, à la 9e position. Après avoir disputé deux saisons complètes avec les Blues, il est échangé aux Flyers de Philadelphie en compagnie de Dan Quinn contre Murray Baron et Ron Sutter. En 1993-1994, il récolte un sommet personnel de 97 points. Lors de la saison 1999-2000, Brind'Amour est transféré aux Hurricanes de la Caroline avec Jean-Marc Pelletier en retour de Keith Primeau. Durant son passage avec les Flyers, il a joué  484 matchs consécutifs (ce qui constitue un record  pour les Flyers).
Au cours des séries éliminatoires en 2002, il faisait partie du trio surnommé la « BBC line » qu'il formait avec Bates Battaglia et de Erik Cole. Depuis le début de la saison 2005-2006 de la LNH, Brind'Amour est le capitaine des Hurricanes de la Caroline. Le 19 juin 2006, il mena les Hurricanes de la Caroline, à leur première conquête de la Coupe Stanley.
Le 30 juin 2010, il annonce qu'il prend sa retraite de joueur pour intégrer l'encadrement des Hurricanes.
Le 18 février 2011, les Hurricanes retirent son numéro, le 17, alors qu'ils affrontent les Flyers de Philadelphie, équipe pour qui Brind'Amour a également évolué.

## Statistiques joueur
Pour les significations des abréviations, voir Statistiques du hockey sur glace.

### En club
| Saison     | Équipe                     | Ligue      |       | Saison régulière | Saison régulière | Saison régulière | Saison régulière | Saison régulière |    | Séries éliminatoires | Séries éliminatoires | Séries éliminatoires | Séries éliminatoires | Séries éliminatoires |
| Saison     | Équipe                     | Ligue      | PJ    | B                | A                | Pts              | Pun              | PJ               | B  | A                    | Pts                  | Pun                  |                      |                      |
| 1988-1989  | Spartans de Michigan State | NCAA       | 42    | 27               | 32               | 59               | 63               | -                | -  | -                    | -                    | -                    |                      |                      |
| 1988-1989  | Blues de Saint-Louis       | LNH        | -     | -                | -                | -                | -                | 5                | 2  | 0                    | 2                    | 4                    |                      |                      |
| 1989-1990  | Blues de Saint-Louis       | LNH        | 79    | 26               | 35               | 61               | 46               | 12               | 5  | 8                    | 13                   | 6                    |                      |                      |
| 1990-1991  | Blues de Saint-Louis       | LNH        | 78    | 17               | 32               | 49               | 93               | 13               | 2  | 5                    | 7                    | 10                   |                      |                      |
| 1991-1992  | Flyers de Philadelphie     | LNH        | 80    | 33               | 44               | 77               | 100              | -                | -  | -                    | -                    | -                    |                      |                      |
| 1992-1993  | Flyers de Philadelphie     | LNH        | 81    | 37               | 49               | 86               | 89               | -                | -  | -                    | -                    | -                    |                      |                      |
| 1993-1994  | Flyers de Philadelphie     | LNH        | 84    | 35               | 62               | 97               | 85               | -                | -  | -                    | -                    | -                    |                      |                      |
| 1994-1995  | Flyers de Philadelphie     | LNH        | 48    | 12               | 27               | 39               | 33               | 15               | 6  | 9                    | 15                   | 8                    |                      |                      |
| 1995-1996  | Flyers de Philadelphie     | LNH        | 82    | 26               | 61               | 87               | 110              | 12               | 2  | 5                    | 7                    | 6                    |                      |                      |
| 1996-1997  | Flyers de Philadelphie     | LNH        | 82    | 27               | 32               | 59               | 41               | 19               | 13 | 8                    | 21                   | 10                   |                      |                      |
| 1997-1998  | Flyers de Philadelphie     | LNH        | 82    | 36               | 38               | 74               | 54               | 5                | 2  | 2                    | 4                    | 7                    |                      |                      |
| 1998-1999  | Flyers de Philadelphie     | LNH        | 82    | 24               | 50               | 74               | 47               | 6                | 1  | 3                    | 4                    | 0                    |                      |                      |
| 1999-2000  | Flyers de Philadelphie     | LNH        | 12    | 5                | 3                | 8                | 4                | -                | -  | -                    | -                    | -                    |                      |                      |
| 1999-2000  | Hurricanes de la Caroline  | LNH        | 33    | 4                | 10               | 14               | 22               | -                | -  | -                    | -                    | -                    |                      |                      |
| 2000-2001  | Hurricanes de la Caroline  | LNH        | 79    | 20               | 36               | 56               | 47               | 6                | 1  | 3                    | 4                    | 6                    |                      |                      |
| 2001-2002  | Hurricanes de la Caroline  | LNH        | 81    | 23               | 32               | 55               | 40               | 23               | 4  | 8                    | 12                   | 16                   |                      |                      |
| 2002-2003  | Hurricanes de la Caroline  | LNH        | 48    | 14               | 23               | 37               | 37               | -                | -  | -                    | -                    | -                    |                      |                      |
| 2003-2004  | Hurricanes de la Caroline  | LNH        | 78    | 12               | 26               | 38               | 28               | -                | -  | -                    | -                    | -                    |                      |                      |
| 2004-2005  | Kloten Flyers              | LNA        | 2     | 2                | 1                | 3                | 0                | -                | -  | -                    | -                    | -                    |                      |                      |
| 2005-2006  | Hurricanes de la Caroline  | LNH        | 78    | 31               | 39               | 70               | 68               | 25               | 12 | 6                    | 18                   | 16                   |                      |                      |
| 2006-2007  | Hurricanes de la Caroline  | LNH        | 78    | 26               | 56               | 82               | 46               | -                | -  | -                    | -                    | -                    |                      |                      |
| 2007-2008  | Hurricanes de la Caroline  | LNH        | 59    | 19               | 32               | 51               | 38               | -                | -  | -                    | -                    | -                    |                      |                      |
| 2008-2009  | Hurricanes de la Caroline  | LNH        | 80    | 16               | 35               | 51               | 36               | 18               | 1  | 3                    | 4                    | 8                    |                      |                      |
| 2009-2010  | Hurricanes de la Caroline  | LNH        | 80    | 9                | 10               | 19               | 36               | -                | -  | -                    | -                    | -                    |                      |                      |
| Totaux LNH | Totaux LNH                 | Totaux LNH | 1 484 | 452              | 732              | 1 184            | 1 100            | 159              | 51 | 60                   | 111                  | 97                   |                      |                      |

### A niveau international
| Année | Compétition                 |   | PJ | B | A | Pts | Pun                  |  | Résultat |
| 1989  | Championnat du monde junior | 7 | 2  | 3 | 5 | 4   | 4e place             |  |          |
| 1992  | Championnat du monde        | 6 | 1  | 1 | 2 | 4   | 8e place             |  |          |
| 1993  | Championnat du monde        | 8 | 3  | 1 | 4 | 6   | 4e place             |  |          |
| 1994  | Championnat du monde        | 8 | 4  | 2 | 6 | 2   | Médaille d'or, monde |  |          |
| 1996  | Coupe du monde              | 7 | 1  | 2 | 3 | 0   | Finaliste            |  |          |
| 1998  | Jeux olympiques             | 6 | 1  | 2 | 3 | 0   | 4e place             |  |          |

## Statistiques entraîneur
| Saison    | Équipe                    | Ligue |    | PJ | V  | D | Pr   | % V                 |  | Séries éliminatoires |
| 2018-2019 | Hurricanes de la Caroline | LNH   | 82 | 46 | 29 | 7 | 60,4 | Éliminés au 3e tour |  |                      |
| 2019-2020 | Hurricanes de la Caroline | LNH   | 68 | 38 | 25 | 5 | 59,6 | Éliminés au 2e tour |  |                      |
| 2020-2021 | Hurricanes de la Caroline | LNH   | 56 | 36 | 12 | 8 | 71,4 | Éliminés au 2e tour |  |                      |
| 2021-2022 | Hurricanes de la Caroline | LNH   | 82 | 54 | 20 | 8 | 70,7 | Éliminés au 2e tour |  |                      |
| 2022-2023 | Hurricanes de la Caroline | LNH   | 82 | 52 | 21 | 9 | 68,9 | Éliminés au 3e tour |  |                      |
| 2023-2024 | Hurricanes de la Caroline | LNH   | 82 | 52 | 23 | 7 | 67,7 | Éliminés au 2e tour |  |                      |